# Samuel Smiles
Samuel Smiles (Haddington, 23 dicembre 1812 – Kensington, 16 aprile 1904) è stato uno scrittore, giornalista e politico scozzese.

## Biografia
Nato in una famiglia numerosa (era il primo di undici figli) fu costretto ad abbandonare gli studi all'età di 14 anni per lavorare presso un medico; riuscì tuttavia a laurearsi ugualmente in medicina e chirurgia all'Università di Edimburgo senza aver potuto frequentare l'università. Da medico, si dedicò al giornalismo, conducendo un'attiva campagna a sostegno delle riforme parlamentari dalle colonne dell'Edinburgh Weekly Chronicle e del Leeds Times. Nel maggio 1840 divenne segretario del Leeds Parliamentary Reform Association, una organizzazione che propugnava gli obiettivi del Cartismo (suffragio universale, voto alle donne, ecc.)

## Opere
La sua popolarità è attualmente affidata a una serie di scritti a sfondo didascalico, come Chi si aiuta Dio l'aiuta, Il carattere (1871) o Risparmio (1875), Il dovere, con molto successo anche nelle traduzioni in lingua italiana. Queste opere ispirarono Michele Lessona a scrivere "Volere è potere". Smiles fu autore anche di alcune pregevoli biografie di pionieri dell'industria (Vita di George Stephenson, 1857; Vite di ingegneri, 1862; Un editore e i suoi amici, 1891). Scopo dei lavori di Smiles è dimostrare che le qualità individuali, per es. la forza di volontà, sono in grado di vincere gli ostacoli permettendo così all'uomo volenteroso di innalzarsi dall'oscurità e dalla miseria alla fama e al successo.